# Greer County
Greer County ist ein County im Bundesstaat Oklahoma der Vereinigten Staaten. Der Verwaltungssitz (County Seat) ist Mangum. Das U.S. Census Bureau hat bei der Volkszählung 2020 eine Einwohnerzahl von 5.491 ermittelt.

## Geographie
Das County liegt fast im äußersten Südwesten von Oklahoma und hat eine Fläche von 1667 Quadratkilometern, wovon 11 Quadratkilometer Wasserfläche sind. Es grenzt im Uhrzeigersinn an folgende Countys: Kiowa County, Jackson County, Harmon County und Beckham County.

## Geschichte

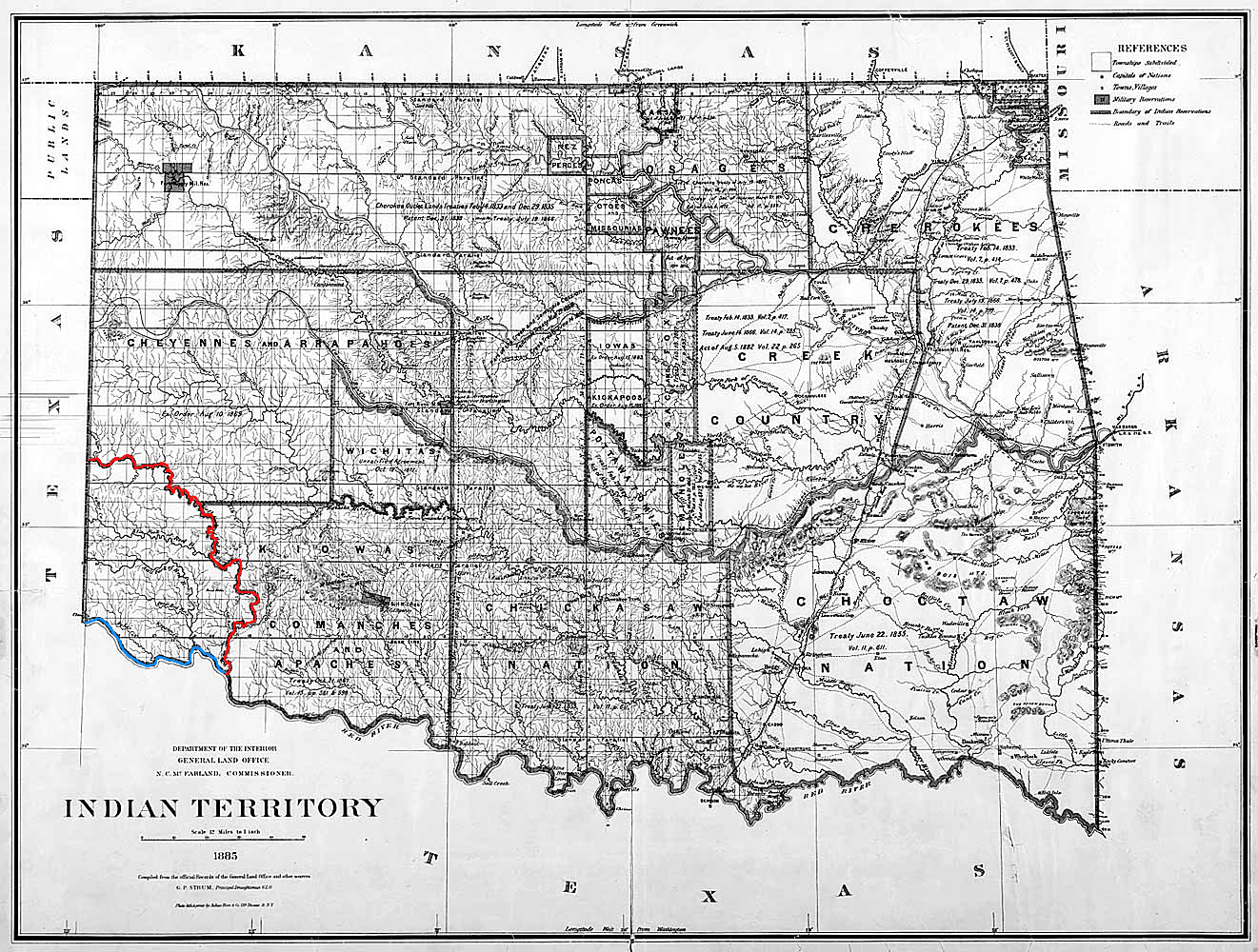
Greer County 1885, südwestlich der roten Linie

Seit 1860 wurde das Gebiet in der südwestlichen Ecke von Oklahoma, zwischen dem Red River, dem nördlichen Arm des Red River und dem 100. Meridian von Texas beansprucht. Dies ergab sich aus einer Unklarheit, welcher der Quellflüsse als Hauptfluss des Red River anzusehen wäre. Benannt wurde das County nach John Alexander Greer, einem stellvertretenden Gouverneur von Texas. Dieser Anspruch wurde von der Bundesregierung aber nicht anerkannt, die Greer County als Teil des Unorganized Territory ansah. Dieses Greer County war größer als das heutige und umfasste das ganze Gebiet südwestlich des nördlichen Arms des Red River.
Eine tatsächliche Countyverwaltung wurde von texanischer Seite erst 1886 eingerichtet. 1896 wurde dann durch den Obersten Gerichtshof der Vereinigten Staaten (U.S. Supreme Court) entschieden,  dass dieses Gebiet als Teil des nunmehrigen Oklahoma-Territoriums anzusehen sei. Nach der Staatswerdung von Oklahoma wurde das Gebiet dann durch die Bildung der Countys Harmon und Jackson verkleinert, ein Teil des Areals kam auch zu Beckham County.
Sechs Bauwerke und Stätten des Countys sind im National Register of Historic Places (NRHP) eingetragen (Stand 31. Mai 2018).

## Demografische Daten

Alterspyramide des Greer County

Nach der Volkszählung im Jahr 2000 lebten im Greer County 6.061 Menschen in 2.237 Haushalten und 1.442 Familien. Die Bevölkerungsdichte betrug 4 Einwohner pro Quadratkilometer. Ethnisch betrachtet setzte sich die Bevölkerung zusammen aus 81,46 Prozent Weißen, 8,78 Prozent Afroamerikanern, 2,47 Prozent amerikanischen Ureinwohnern, 0,26 Prozent Asiaten, 0,02 Prozent Bewohnern aus dem pazifischen Inselraum und 3,99 Prozent aus anderen ethnischen Gruppen; 3,02 Prozent stammten von zwei oder mehr Ethnien ab. 7,44 Prozent der Bevölkerung waren spanischer oder lateinamerikanischer Abstammung.
Von den 2.237 Haushalten hatten 25,6 Prozent Kinder unter 18 Jahre, die im Haushalt lebten. 51,0 Prozent waren verheiratete, zusammenlebende Paare, 9,6 Prozent waren allein erziehende Mütter. 35,5 Prozent waren keine Familien, 33,4 Prozent waren Singlehaushalte und in 19,8 Prozent der Haushalte lebten Menschen im Alter von 65 Jahren oder darüber. Die durchschnittliche Haushaltsgröße betrug 2,27 und die durchschnittliche Familiengröße betrug 2,87 Personen.
20,0 Prozent der Bevölkerung waren unter 18 Jahre alt, 9,1 Prozent zwischen 18 und 24, 28,4 Prozent zwischen 25 und 44, 22,4 Prozent zwischen 45 und 64 und 20,0 Prozent waren 65 Jahre oder älter. Das Durchschnittsalter betrug 40 Jahre. Auf 100 weibliche Personen kamen 123,8 männliche Personen. Auf 100 Frauen im Alter von 18 Jahren oder darüber kamen 129,6 Männer.
Das jährliche Durchschnittseinkommen eines Haushalts betrug 25.793 USD und das durchschnittliche Einkommen einer Familie betrug 30.702 USD. Männer hatten ein durchschnittliches Einkommen von 24.318 USD gegenüber den Frauen mit 18.641 USD. Das Prokopfeinkommen betrug 14.053 USD. 15,0 Prozent der Familien und 19,6 Prozent der Bevölkerung lebten unterhalb der Armutsgrenze.